# غاري تومسون (كرة سلة)
غاري تومسون (بالإنجليزية: Gary Thompson)‏ هو لاعب كرة سلة أمريكي سابق. تم اختياره من قبل فريق لوس أنجلوس ليكرز خلال الدرافت. حمل الرقم 20. يبلغ طوله 5 قدم 10 بوصة (1.8 م). حقق المركز الأول في دورة الألعاب الأمريكية 1959.

## الميداليات
| الميدالية | المسابقة                    |
| --------- | --------------------------- |
| ذهبية     | دورة الألعاب الأمريكية 1959 |

## روابط خارجية
- غاري تومسون على موقع سبورتس رفرنس (الإنجليزية)
- غاري تومسون على موقع كلية كرة السلة في سبورتس رفرنس.كوم (الإنجليزية)
- غاري تومسون على موقع ريلجم (الإنجليزية)
- غاري تومسون على موقع قاعة آيوا للمشاهير الرياضية (الإنجليزية)